# Therodamas dawsoni
Therodamas dawsoni is een eenoogkreeftjessoort uit de familie van de Ergasilidae. De wetenschappelijke naam van de soort is voor het eerst geldig gepubliceerd in 1972 door Cressey.